# Huayna Cápac (parroquia de Cuenca)
Huayna Cápac se ubica al sureste del Cantón Cuenca y es una de las 15 parroquias urbanas que lo conforman. La parroquia Huayna Cápac está delimitada por el margen sur del Río Tomebamba, partiendo desde su intersección con la vereda este de la avenida Fray Vicente Solano; hasta la unión con el Río Yanuncay, su límite continua por el margen norte de este río hasta ser cruzado por la quebrada Chaguarchimbana, donde en sentido sur continua por la margen oeste de la quebrada hacia el límite urbano y lo surca en dirección oeste hasta la vereda este del camino a Turi hasta la vereda este de la avenida Fray Vicente Solano y cerrar el límite en dirección oeste hacia el Río Tomebamba. Delimitado al norte por las parroquias de Sucre, Gil Ramírez Dávalos, El Sagrario, San Blas, y Cañaribamba; al oeste por la parroquia Monay; al este por la parroquia Yanuncay y al sur por las parroquias rurales de Turi y El Valle.

## Geografía
Huayna Cápac se localiza al sur de la ciudad de Cuenca, en una planicie entre los ríos Tomebamba y Yanuncay.

## Historia
La actual parroquia de Huayna Cápac se asienta sobre la planicie entre el Río Tomebamba y el Río Yanuncay y zonas circundantes. Una parte de esta parroquia está dentro del área norte, uno de los dos Ejidos contemplados en el acta de fundación de Cuenca en 1557, pues en sus inicios se usa como tierra comunal para haciendas, cuadras y huertas; consecuentemente, existen zonas y edificaciones históricas en la parroquia. El Ejido inicia como una zona ganadera y agrícola que fomenta el desarrollo económico de la ciudad y su crecimiento demográfico y urbano, resaltando la construcción de iglesias. A partir de 1735 el crecimiento demográfico, en el ahora casco colonial, promueve la urbanización de este Ejido. A finales del Siglo XVII el cabildo pone en venta las tierras comunales del Ejido y se crea una nueva zona en la ciudad, denominada Jamaica, donde se concentra el 11,27 % de la población; según el censo de 1778 es mayoritariamente mestiza.
Durante el período entre los siglos XIX y XX, la burguesía cuencana deja el centro histórico y puebla a Jamaica con grandes haciendas y quintas, por lo tanto, habitar en la zona se vueleve un privilegio. Consecuentemente, en1905 inicia un plan de urbanización integral del Ejido gracias al trazado de planos y ordenanzas que separan los terrenos, dejan espacions para la construcción de vías además de áreas y edificios públicos y definen el pago del predio urbano por parte de los residentes de la zona; plan que se concreta en 1939 con la creación de una comisión enfocada a la anexión del Ejido al área urbana. El crecimiento urbano del Ejido continúa, pues en 1950 uno de los límites urbanos de Cuenca se localiza en la avenida 10 de agosto, que actualmente forma parte de la parroquia Huayna Cápac.   
A continuación, el proceso de urbanización en la zona se potencia debido al desbordamiento del Río Tomebamba en 1950, resultando en un plan para la urbanización y reconstrucción del sector, consolidando su cambio paisajista y pontenciando la importancia de la avenida Fray Vicente Solano para el tránsito en la ciudad. El proceso de crecimiento urbano se retrata en el histórico Las Chirimoyas, cuyo nombre se dice proviene de los árboles de chirimoya y capulí que cubrían la zona durante la colonia, poblado desde la déacada de 1960, cuando se edificaron haciendas y terrenos dedicados a la producción agrícola y ganadera. Igualmente, resalta la construcción de áreas públicas como el Estadio Municipal. Hasta la década de 1990, debido a la implementación del primer plan de ordenamiento territorial, el sector continúa su proceso de urbanización centrado en la construcción de nuevas residencias, calles y avenidas para mejorar el tránsito. Además, la saturación demográfica y comercial en el centro de la ciudad fomenta la apertura de nuevos comercios a la zona y su poblamiento por la clase media y alta; como resultado, su estructura cambia y se regula con nuevas directrices de uso de suelo.

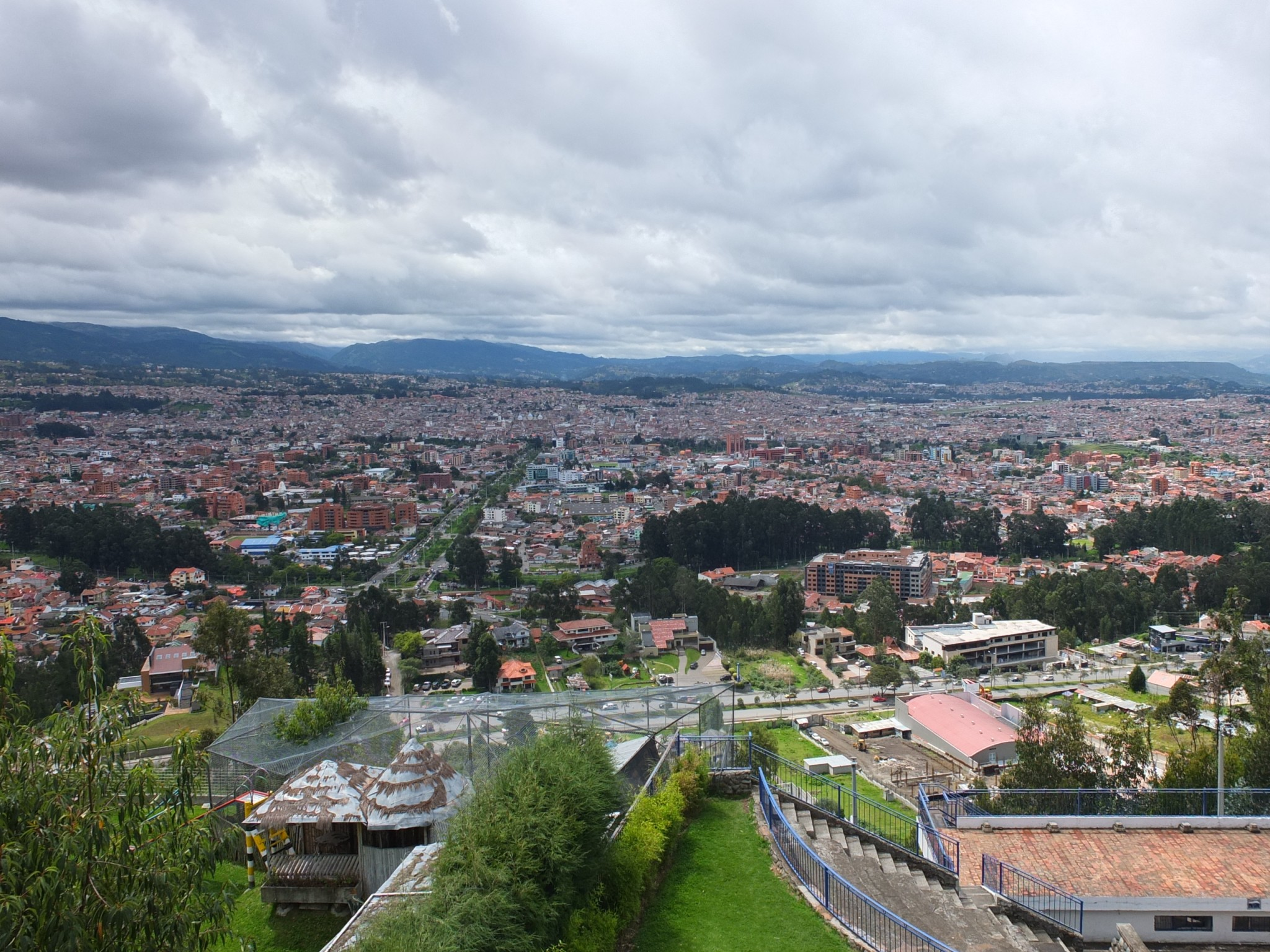
Vista de la parroquia Huayna Cápac desde el mirador de Turi

Al pasar las décadas, la estructura urbanística de la parroquia comienza a cambiar y expandirse, desapareciendo haciendas y casas patrimoniales, que son reemplazadas por modernas edificiaciones. En busca de proteger inmuebles históricos, en 2010 se impulsa una ordenanza para preservarlos y conjugarlos con la arquitectura moderna de la zona. Esta ordenanza incluye al antiguo Ejido en el centro histórico de Cuenca y busca prevenir la depredación comercial de las residencias patrimoniales, al igual que proteger su paisaje y riquezas naturales. Desde 2015, se impulsa un plan integral de ordenamiento y uso del suelo, que incluye el tratamiento del antiguo Ejido como un área histórica sin dejar a un lado su importancia comercial y residencial.

## Puntos de interés

### Los Tres Puentes
Se ubican entre el límite de la parroquia Huayna Cápac con la parroquia Yanuncay. Estructura que consta de tres puentes, dos para el tránsito de vehículos en cada lado de la avenida Fray Vicente Solano y en medio un puente peatonal construido en 1943. Sitio de importancia histórica ya que conecta a la ciudad con la parroquia rural de Turi y fue una vía de ingreso de productos agrícolas a la ciudad de Cuenca. Actualmente conecta a las avenidas 27 de Febrero, Fray Vicente Solano, 24 de Mayo, Primero de Mayo y la calle Paseo Yanuncay. 

### Parques lineales
En las márgenes pertenecientes a la parroquia Huayna Cápac del Río Yanuncay y el Río Tomebamba se puede disfrutar de sus parques lineales. Cuentan con extensas áreas verdes, zonas deportivas y de esparcimiento, como camineras aptas para el atletismo y la caminata.

### Parque Botánico
Proyecto cuya primera fase se encuentra en desarrollo y al completarse comprenderá desde la avenida Solano hasta el puente de Gapal. Se espera que albergue 8000 especies de plantas endémicas y nativas de la región Sierra, que se podrán apreciar a través de camineras; busca fomentar la investigación y el cuidado de la naturaleza en la ciudad.

### Quinta Bolívar
La Quinta Bolívar está ubicada en la intersección de la avenida 24 de mayo, el puente de Gapal y la avenida Gapal. Inicialmente conocida como la Quinta de Chaguarchimbana, es uno de los sitios históricos más representativos de la parroquia Huayna Cápac. Se dice que el libertador Simón Bolívar escogió esta residencia durante su estadía en la ciudad de Cuenca el 16 de septiembre de 1822. La edificación original de adobe y bareque fue reemplazada por una nueva edificación en 1937, a la que se le dio su nombre actual. Al ser propiedad privada la quinta se destinaba al comercio, la ganadería y la agricultura.
En 2005 es adquirida por la Municipalidad de Cuenca y restaurada para transformarse en una galería de arte donde se exponen obras de los artistas José Luis Alfaro, Pablo Ramírez, Jaime Quezada, Alexander Sucasaire, Gonzalo Arce. Además, alberga a un auditorio de uso público, hermosos jardines y a la biblioteca Manuela Sáenz con más de 600 obras literarias del Libertador. Actualmente es un espacio manejado por la Dirección de Cultura de la Municipalidad de Cuenca y cuenta con una sala para exposiciones artísticas y un auditorio público de uso múltiple. Adicionalmente, cada mes de julio se celebra el natalicio de Simón Bolívar con una serie de actividades culturales y durante el año la biblioteca Manuela Sáenz ofrece actividades de lectura para niños, niñas y adolescentes. La segunda planta acoge a las oficinas de la Asamblea Nacional en Cuenca y a una muestra permanente sobre la vida del Libertador.

### Parque El Paraíso

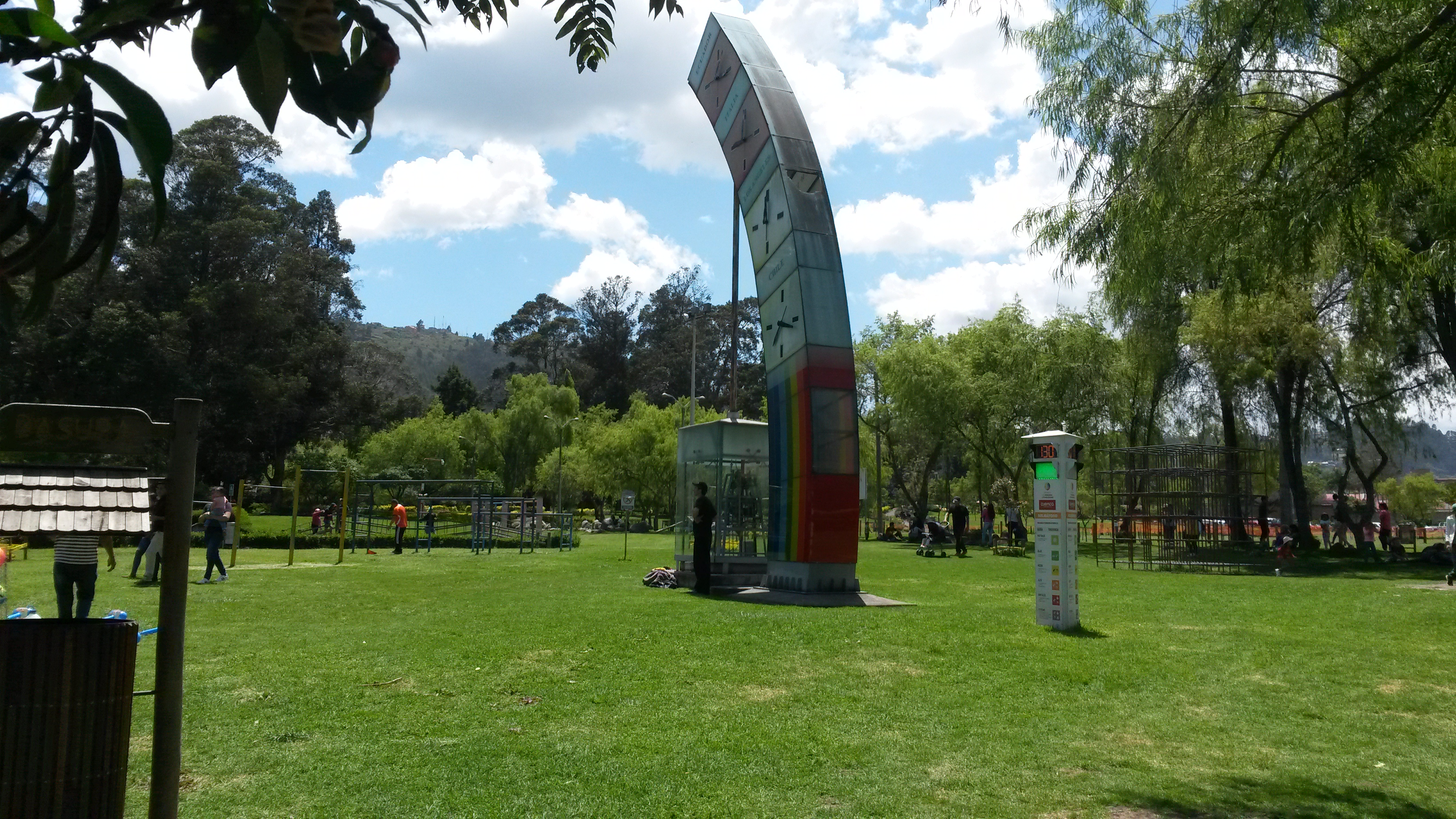
Parque El Paraíso

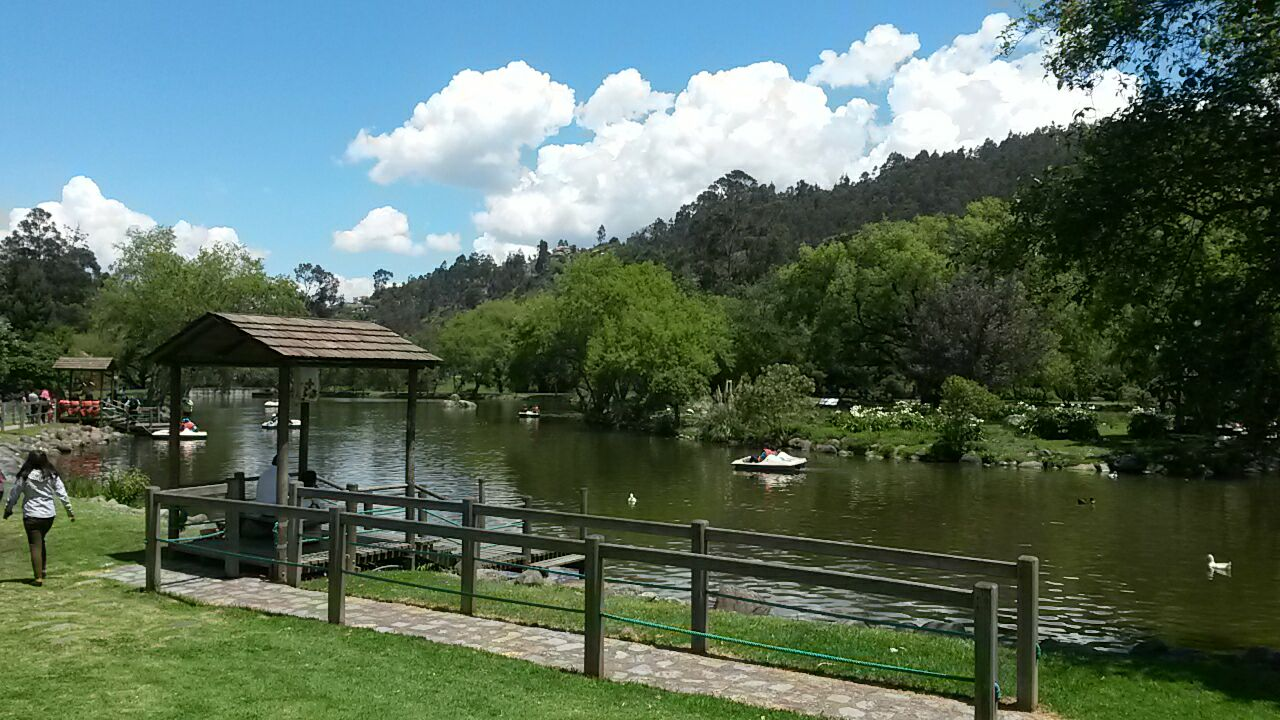
Parque El Paraíso, laguna artificial

Uno de los parques más extensos de la Ciudad de Cuenca, ubicado en la intersección entre la avenida 10 de agosto y la calle Pasaje del Paraíso, entre el cruce del Río Tomebamba y el Río Yanuncay. El parque tiene una extensión de 2 hectáreas y entre sus atractivos se encuentran lagunas artificiales que ofrecen paseos en bote, camineras en medio de la naturaleza, juegos infantiles, espacios de recreación para deporte, entre otros.

### Barrio El Vergel
El barrio El Vergel, o más conocido como Las Herrerías, es uno de las áreas históricas más importantes en la parroquia Huayna Cápac. Forma parte del trazado colonial de la ciudad de Cuenca como uno de los barrios de indios en las entradas de la ciudad; su pico de poblamiento inicia en el siglo XX debido a la concentración de herreros en la zona, quienes fundan al barrio. Al ser una de las entradas más importantes hacia la ciudad de Cuenca los herreros fundaron sus talleres en la zona, de los cuales doce se mantienen activos hasta el día de hoy;  quienes actualmente son considerados artesanos en forja de metal. Las calles y casas del barrio conservan su estructura colonial y republicana de balcones y portales.
Actualmente los comercios del barrio se concentran en la emblemática y concurrida calle Las Herrerías debido a los varios restaurantes que son herencia gastronómica de la ciudad de Cuenca; en estos se encuentra comida típica como humitas, tamales, quimbolitos, tortillas, tigrillo, empanadas, entre otros. El barrio también alberga a la iglesia de Santa María del Vergel, refaccionada en 2015. Junto a la iglesia, se encuentra la plaza El Vergel, restaurada que cuenta con fuentes de agua y espacios para descanso.

#### Museo de la Tierra y las Artes del Fuego & la Plaza del Herrero
Están localizados en las calles Las Herrerías y Del Arupo, dentro del barrio El Vergel. El Museo de la Tierra y las Artes del Fuego se encuentra dentro de la Casa de Chaguarchimbana, a cargo de la Municipalidad de Cuenca. En este espacio se organizan actividades culturales, capacitaciones en el área de artesanías; mientras que en la Plaza del Herrero, contigua al mismo, ferias de artesanías durante las festividades de la ciudad. Este es un sitio histórico de la parroquia, al ser el cruce del Camino el Inca y una de las entradas más importantes hacia la ciudad durante la época colonial y la republicana. Aquí se edificó una de las casas-hacienda más hermosas e importantes de la región debido a sus varios murales, corredores, miradores y lujosos acabados; originalmente le perteneció a la familia Valdivieso, quienes la donan al Asilo Cristo Rey y posteriormente en 1969 pasa a manos de la Municipalidad de Cuenca, donde la Fundación Paul Rivet funda el Museo de la Tierra y las Artes del Fuego.

### Parque de La Madre

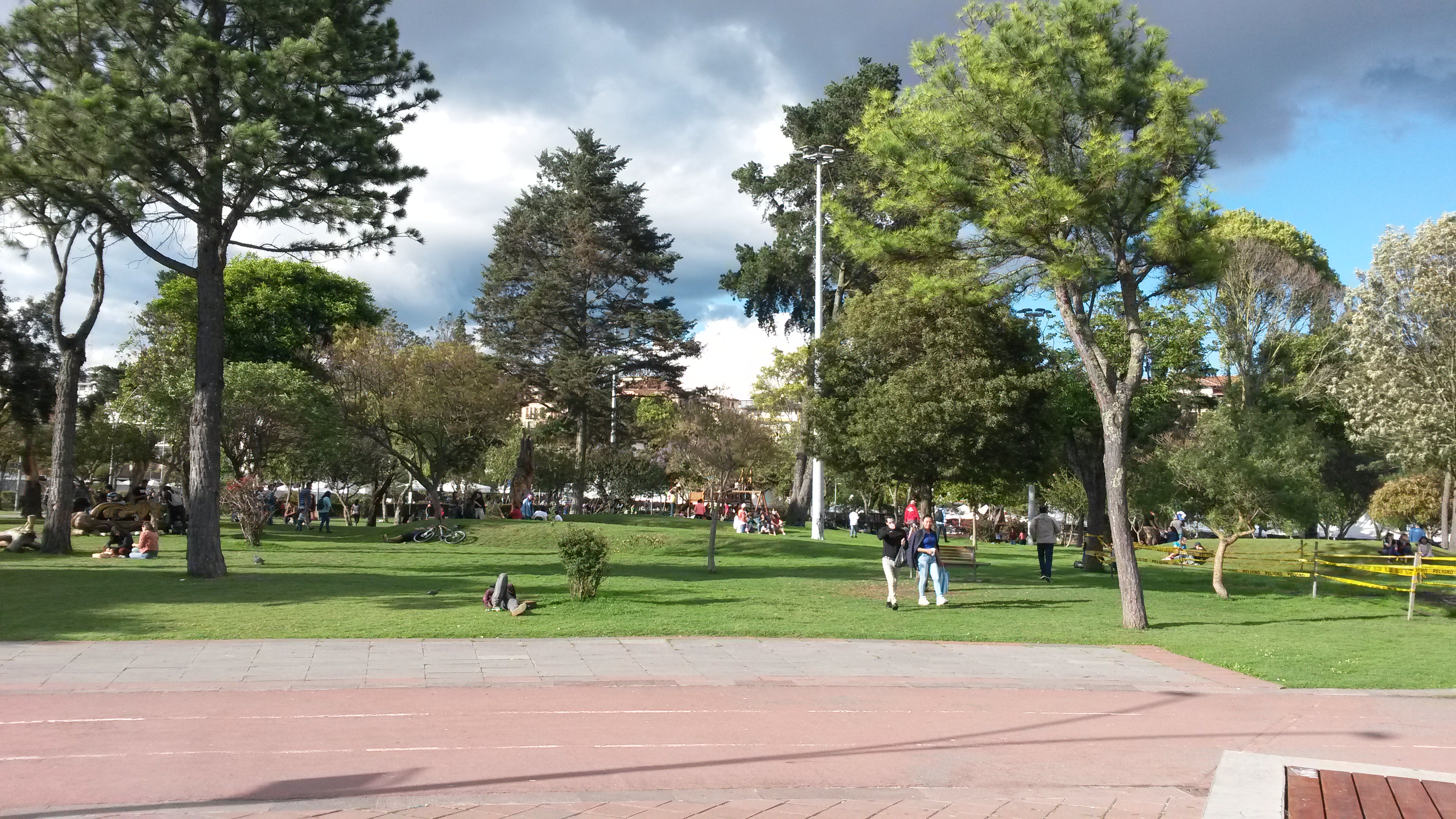
Parque de La Madre

Se crea en 1941 con el nombre de Parque del Ejército. Se ubica entre las avenidas Florencia Astudillo, Federico Malo, 12 de abril y las calles Francisco Tálbot y Hernando Gavilán. Cuenta con un área de 36 000 m², 300 especies distintas de árboles, parqueadero subterráneo, pista atlética, ciclo vía y una escuela de Marcha. Además, tiene áreas de descanso, juegos infantiles, áreas deportivas y un renovado planetario.

### Museo de Historia de la Medicina

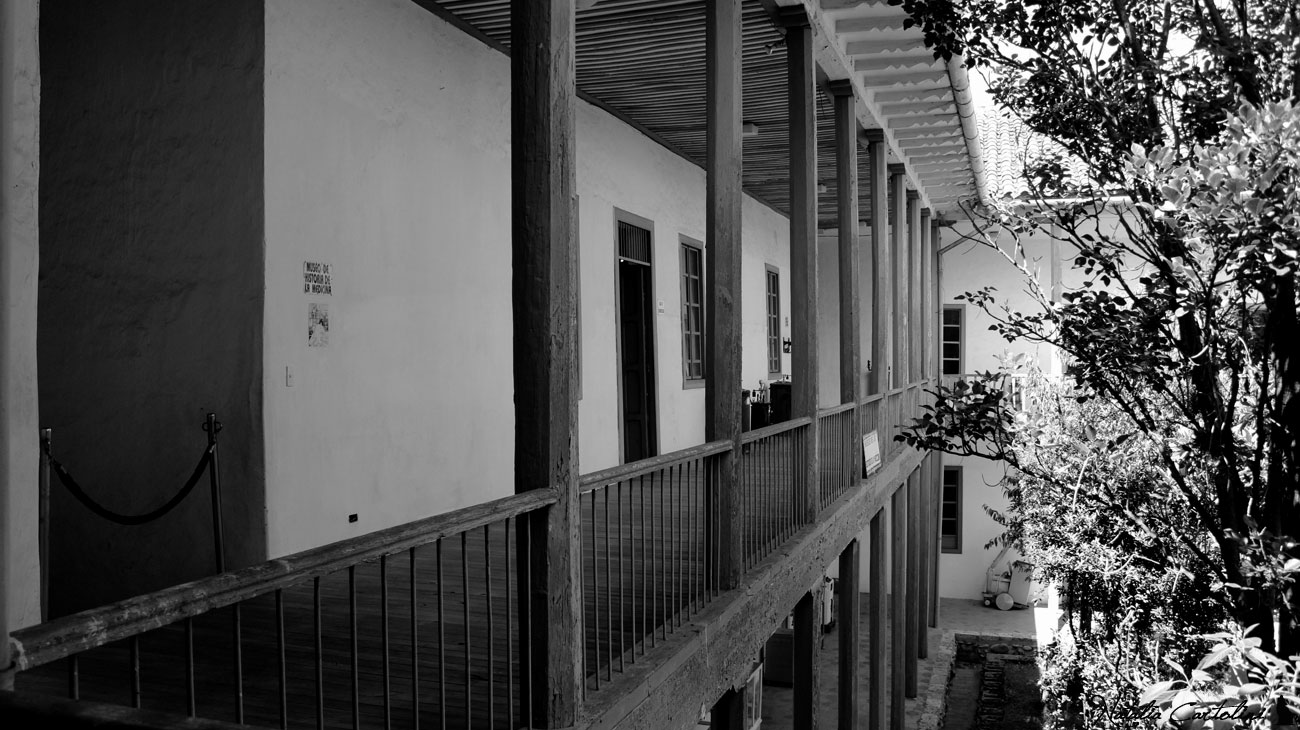
Vista interna del Museo de Historia de Medicina

El Museo de Historia de la Medicina “Guillermo Aguilar Maldonado” está ubicado en la avenida 12 de abril. Abre sus puertas en 1996 y expone aproximadamente 10 000 piezas médicas históricas distribuidas en salas para cada una de las disciplinas médicas como odontología, neonatología, cardiología, entre otras; además de exponer una muestra de la emblemática Botíca Olmedo. El museo busca exponer las distintas etapas del desarrollo médico en el territorio ecuatoriano, enfocandose a nivel local; explora técnicas médicas prehispánicas, coloniales, republicanas y recrea espacios del antiguo hospital San Vicente de Paúl, donde actualmente se localiza el museo. Adicionalmente, el museo ha sido un espacio para conciertos y muestras de arte.

### Milleniun Plaza
Centro comercial ubicado entre las avenidas José Peralta, Cornelio Merchán, Florencia Astudillo y la calle Merchán. Tiene un alto tráfico de comensales y cuenta con cine, heladerías y patio de comidas.

### Mercado 27 de febrero
Uno de los varios mercados con los que cuenta la ciudad, ubicado entre las calles Adolfo T. Torres, F. Carrasco, Antonio Ramírez y Belisario Andrade. Se funda en 1893 en busca de reducir el tráfico en los demás mercados de la ciudad y abastecer a la zona sur de Cuenca. Se encuentra dentro del Barrio San Marcos, que es una zona con gran afluencia de vehículos y transeúntes debido a la gran variedad de comercios en sus alrededores y una terminal interparroquial que conecta a la ciudad con las parroquias rurales. El mercado cuenta con puestos de venta de víveres y comida típica activos de lunes a domingo; además, cada jueves se organiza una feria de productores donde se ofrece mayor variedad de alimentos.